# Giai cấp công nhân Liên Xô

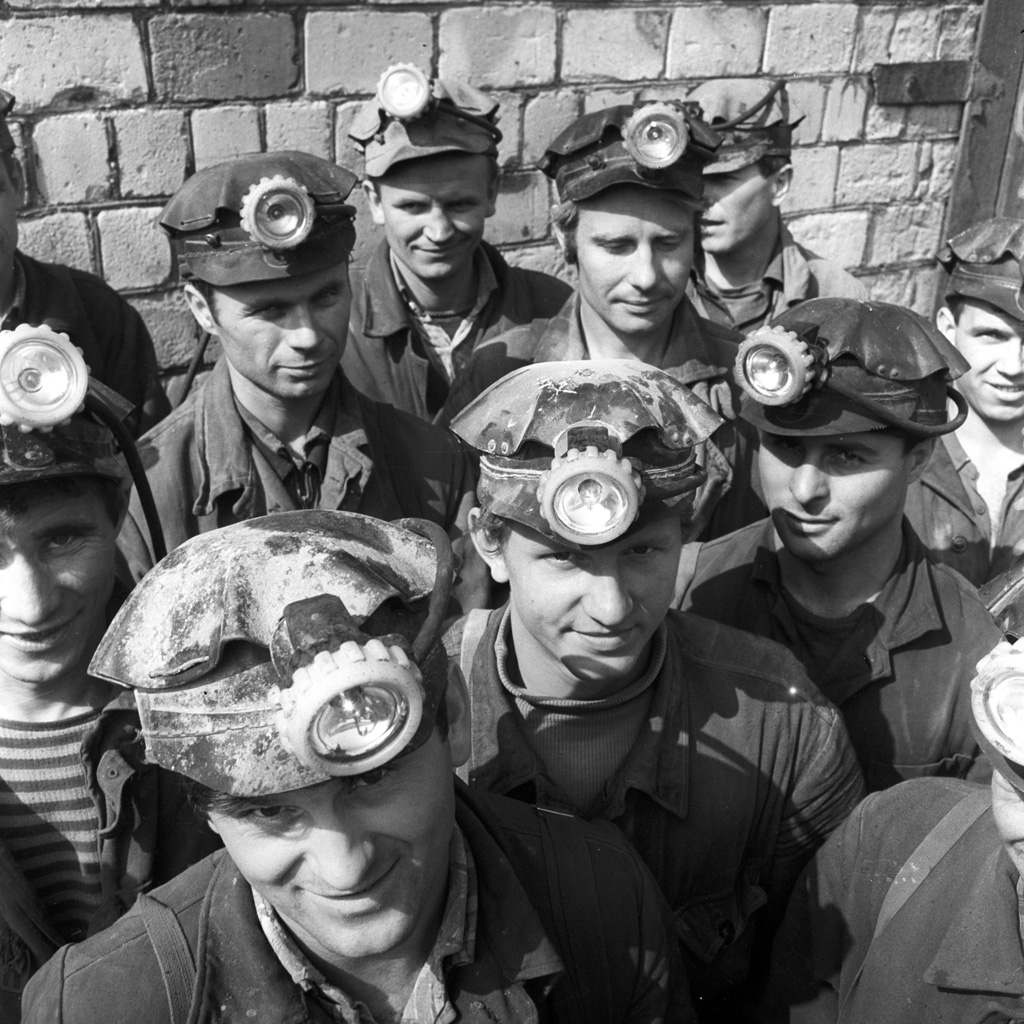
Ảnh chụp tập thể công nhân nhà máy kali Soligorsk, năm 1968

Giai cấp công nhân Liên Xô theo học thuyết Mác-Lênin được cho là giai cấp lãnh đạo nhà nước Liên Xô cũ trong thời kỳ quá độ (hay giai đoạn chuyển tiếp) từ phương thức sản xuất xã hội chủ nghĩa sang chủ nghĩa cộng sản toàn diện. Tuy nhiên, người ta vẫn thường tranh luận với nhau rằng ảnh hưởng của họ lên quá trình sản xuất và các chính sách liên bang đã được giảm bớt khi sự hiện diện của nhà nước Liên Xô đang dần phát triển đi lên.

### Danh mục sách tham khảo
- Arnot, Bob (1988). Controlling Soviet labor: Experimental Change from Brezhnev to Gorbachev. M.E. Sharpe. ISBN 978-0-87332-470-0.
- Filtzer, Donald (1992). Soviet Workers and de-Stalinization. Cambridge University Press. ISBN 978-0-521-52241-0.
- Lapidus, Gail Warshofsky (1978). Women in Soviet society: Equality, Development, and Social Change. University of California Press. ISBN 978-0-520-03938-4.
- Rywkin, Michael (1989). Soviet society Today. M.E. Sharpe. ISBN 978-0-87332-445-8.